# 2Маши
«#2Маши» — российский музыкальный дуэт из Москвы, состоящий из Марии Зайцевой и Марии Шейх. Дуэт распался в 2023 году.

## Состав
В группе было две участницы — Мария Зайцева и Мария Шейх.
Публика знает Марию Зайцеву по участию в программах «Народный артист» и «Голос». После шоу «Народный артист» певицу пригласили в группу «Ассорти», где она проработала до тех пор, пока продюсеры не решили обновить условия контракта и внести в него пункты, запрещающие участницам заводить семьи и рожать детей во время работы в коллективе. Тогда Маша ушла из «Ассорти» и основала проект N.A.O.M.I. В 2009-м она вышла замуж за певца Алексея Гомана, а в 2013-м родила дочь Александрину. По словам певицы, совмещать личную жизнь и работу в шоу-бизнесе оказалось непросто, но она справлялась благодаря поддержке родителей и своего мужа (с Гоманом они расстались через год после рождения ребёнка). Весной 2021 года приняла участие в пятом сезоне шоу «Точь-в-точь».
Мария Шейх в дуэте исполняла речитативные партии. Училась на юридическом факультете, но душой стремилась к музыке, писала тексты и мечтала о сцене. В 2022 году провела 9 дней в реанимации и чуть не впала в кому.
Две Маши познакомились на отдыхе в Таиланде в январе 2014 года и сразу поняли, как похожи их вкусы и интересы. Прославивший группу хит «Теперь нас двое» родился случайно. Бит трека записал друг Маши Шейх — Александр Дедов.
В 2022 году из-за разлада в коллективе дуэт объявил о творческом перерыве. Группа распалась в 2023 году.

## Дискография

### Студийные альбомы
| №                   | Название                    | Длительность |
| ------------------- | --------------------------- | ------------ |
| 1.                  | «Теперь нас двое»           | 3:27         |
| 2.                  | «Мысли»                     | 3:25         |
| 3.                  | «Птицы»                     | 3:31         |
| 4.                  | «Свободные линии»           | 3:31         |
| 5.                  | «Тут тебя жду тебя я»       | 4:27         |
| 6.                  | «Мама»                      | 3:36         |
| 7.                  | «Мы выбираем»               | 3:50         |
| 8.                  | «Позвони мне»               | 3:53         |
| 9.                  | «Моя музыка»                | 2:56         |
| 10.                 | «Мир раскололся на 2 части» | 3:32         |
| Общая длительность: | Общая длительность:         | 36:08        |

| №                   | Название                   | Длительность |
| ------------------- | -------------------------- | ------------ |
| 1.                  | «Интро» (Теперь нас много) | 1:47         |
| 2.                  | «Время»                    | 3:23         |
| 3.                  | «Босая»                    | 3:23         |
| 4.                  | «Звёзды»                   | 3:24         |
| 5.                  | «Вселенная У»              | 3:56         |
| 6.                  | «Этажи»                    | 3:24         |
| 7.                  | «Стервы»                   | 3:22         |
| 8.                  | «Я к тебе»                 | 3:32         |
| 9.                  | «Не буди»                  | 4:03         |
| 10.                 | «Сезоны»                   | 3:24         |
| 11.                 | «Сезоны» (Минус)           | 3:23         |
| 12.                 | «Босая» (Минус)            | 3:23         |
| 13.                 | «Время» (Минус)            | 3:30         |
| Общая длительность: | Общая длительность:        | 41:54        |

### Мини-альбомы
| Название            | Информация                                                            | Примечание |
| ------------------- | --------------------------------------------------------------------- | --- |
| Всем нашим          | - Релиз: 1 ноября 2019 - Лейбл: #2Маши - Формат: Цифровая дистрибуция | \| № \| Название \| Длительность \| \| ------------------- \| ------------------- \| ------------ \| \| 1. \| «Всем нашим» \| 3:24 \| \| 2. \| «Лава» \| 3:10 \| \| 3. \| «О нас» \| 3:41 \| \| 4. \| «Красное Белое» \| 3:51 \| \| 5. \| «Инея» \| 3:53 \| \| 6. \| «Факты» \| 3:29 \| \| 7. \| «Много кофеина» \| 3:26 \| \| 8. \| «Мама, я танцую» \| 4:13 \| \| Общая длительность: \| Общая длительность: \| 27:47 \| |
| №                   | Название                                                              | Длительность |
| 1.                  | «Всем нашим»                                                          | 3:24 |
| 2.                  | «Лава»                                                                | 3:10 |
| 3.                  | «О нас»                                                               | 3:41 |
| 4.                  | «Красное Белое»                                                       | 3:51 |
| 5.                  | «Инея»                                                                | 3:53 |
| 6.                  | «Факты»                                                               | 3:29 |
| 7.                  | «Много кофеина»                                                       | 3:26 |
| 8.                  | «Мама, я танцую»                                                      | 4:13 |
| Общая длительность: | Общая длительность:                                                   | 27:47 |

### Официальные синглы
| №  | Сингл                 | Альбом           | Год  |
| -- | --------------------- | ---------------- | ---- |
| 1  | «Теперь нас двое»     | Теперь нас двое  | 2016 |
| 2  | «Мы выбираем»         | Теперь нас двое  | 2016 |
| 3  | «Тут тебя жду тебя я» | Теперь нас двое  | 2016 |
| 4  | «Босая»               | Теперь нас много | 2017 |
| 5  | «Стервы»              | Теперь нас много | 2017 |
| 6  | «Не буди»             | Теперь нас много | 2017 |
| 7  | «Время»               | Теперь нас много | 2017 |
| 8  | «Красное / Белое»     | Всем нашим       | 2018 |
| 9  | «Факты»               | Всем нашим       | 2018 |
| 10 | «Мама, я танцую»      | Всем нашим       | 2018 |
| 11 | «Много кофеина»       | Всем нашим       | 2020 |
| 12 | «Корабль-печаль»      | без альбома      | 2021 |
| 13 | «Аноним»              | без альбома      | 2021 |
| 14 | «В унисон»            |                  | 2022 |

### Промосинглы
| №  | Сингл                                  | Альбом           | Год  |
| -- | -------------------------------------- | ---------------- | ---- |
| 1  | «Descalza» (англо-исп. версия «Босая») | без альбома      | 2018 |
| 2  | «О нас»                                | Всем нашим       | 2019 |
| 3  | «Инея»                                 | Всем нашим       | 2019 |
| 4  | «Спасибо»                              | без альбома      | 2020 |
| 5  | «Лето у виска»                         | без альбома      | 2020 |
| 6  | «Я забираю твою подругу»               | без альбома      | 2020 |
| 7  | «Сезоны»                               | Теперь нас много | 2020 |
| 8  | «Мы переживём всё»                     | без альбома      | 2020 |
| 9  | «Иностранцы»                           | без альбома      | 2021 |
| 10 | «Bitter Words» / «Едкие слова»         | без альбома      | 2021 |
| 11 | «2 человека»                           | без альбома      | 2021 |
| 12 | «Ты можешь»                            | без альбома      | 2021 |

## Чарты

### Годовые чарты
| Песня   | Чарт (2018)                                     | Поз. | Ист.  |
| ------- | ----------------------------------------------- | ---- | ----- |
| «Босая» | TopHit Radio & YouTube — Top Year-End Hits 2018 | 129  | [ 6 ] |
| «Босая» | TopHit YouTube — Top Year-End Hits 2018         | 59   | [ 7 ] |

## Видеоклипы
| Клип                      | Режиссёр                    | Альбом           | Год  |
| ------------------------- | --------------------------- | ---------------- | ---- |
| Теперь нас двое           | Дарья Белова                | Теперь нас двое  | 2016 |
| Мы выбираем               | Дарья Белова                | Теперь нас двое  | 2016 |
| Тут тебя жду тебя я       | Ксения Мамаева              | Теперь нас двое  | 2016 |
| Стервы                    | Ирина Миронова              | Теперь нас много | 2017 |
| Время                     | Ксения Мамаева              | Теперь нас много | 2017 |
| Красное / Белое           | Карина Кандель              | Всем нашим       | 2018 |
| Босая                     | Ксения Мамаева              | Теперь нас много | 2018 |
| Мама, я танцую            | Василий Овчинников          | Всем нашим       | 2018 |
| О нас (Mood Video)        | Мари Аянян и Ксения Мамаева | Всем нашим       | 2018 |
| Факты                     | Ксения Мамаева              | Всем нашим       | 2018 |
| Инея (Mood Video)         | Алексей Белов               | Всем нашим       | 2019 |
| Не буди                   | Ксения Мамаева              | Теперь нас много | 2019 |
| Много кофеина             | Валентина Гросу             | Всем нашим       | 2020 |
| Лето у виска (Mood Video) | Мари Аянян и Ксения Мамаева | без альбома      | 2020 |
| Сезоны                    | Мари Аянян и Ксения Мамаева | Теперь нас много | 2020 |
| Корабль-печаль            | Валентина Гросу             | без альбома      | 2021 |
| Аноним                    | Мари Аянян                  | без альбома      | 2021 |

## Премии и номинации
| Год  | Премия                                                | Номинант          | Категория             | Результат | Ист.  |
| ---- | ----------------------------------------------------- | ----------------- | --------------------- | --------- | ----- |
| 2019 | Российская национальная музыкальная премия «Виктория» | «Мама, я танцую»  | Танцевальный хит года | Победа    | [ 8 ] |
| 2016 | MusicBox                                              | «Теперь нас двое» | Прорыв года           | Победа    | [ 8 ] |